# Coin (warenhuis)
Coin is een Italiaanse warenhuisketen van de Gruppo Coin S.p.A.

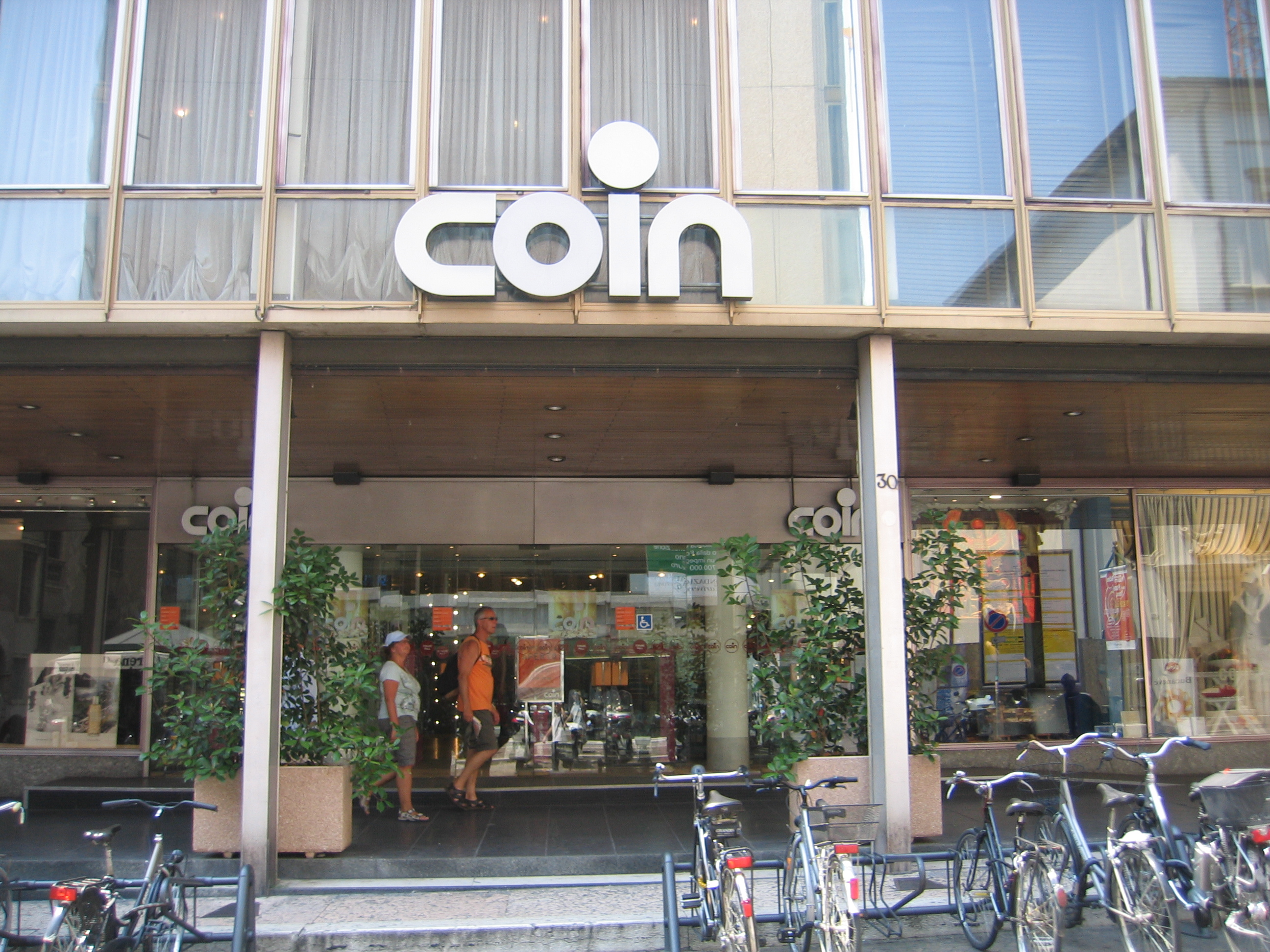
Coin Verona

## Geschiedenis
In 1916 kreeg Vittorio Coin een vergunning om op straat te handelen in stoffen en fournituren in Pianiga in de provincie Venetië. Samen met zijn zonen was hij blijvend op de markt aanwezig, waarmee hij als een moderne marketeer zijn eigen interpretatie van de Venetiaanse handelstraditie neerzette.
In 1926 werd de eerste winkel in stoffen, garen en linnen geopend in Mirano. Met efficiënte service, zonder concessies te doen aan de kwaliteit van de producten en de diensten, wist de winkel zich te onderscheiden van de elitaire boetieks uit die tijd. Op deze manier ontstond een winkelketen en werden filialen geopend in Dolo (1929) en Venetië-Mestre (1933). De winkels werden ondergebracht in SACMA SpA.
In 1946 nam Vittorio's zoon Alfonso het roer over en bouwde samen met zijn broers Aristide en Giovanni het bedrijf verder uit.
In 1947 werd de winkel in Venetië geopend, waarmee de basis van de winkelketen werd gelegd. De handel in de filialen Mirano, Dole en Mestre werd hervat en in Padua werd een nieuw filiaal geopend.
In 1950 werd een distributiecentrum geopend in Mestre. In 1957 werd Coin SpA opgericht in Trieste, nadat de warenhuizen van het Oostenrijkse Oehler waren overgenomen. De economische ontwikkeling van Italië zorgde voor een verdere expansie en in 1958 werd de eerste winkel buiten de regio geopend, in Bologna.
Begin jaren '60 namen Piergiorgio en Vittorio Coin geleidelijk aan de leiding over en werd de omzet van de winkels naar divisie gegroepeerd. Het winkelconcept werd uitgebreid met meer productcategorieën door de toevoeging van huishoudelijke artikelen, sportartikelen, speelgoed en lederwaren. Tussen 1962 en 1965 werden drie grote filialen geopend in Milaan; aan de Piazza Cinque Giornate, Piazzale Loreto en de Corso Vercelli. Het filiaal aan de Corso Vercelli heeft een oppervlakte van meer dan 5.000 m² verdeeld over 8 verdiepingen. Daarnaast werden winkels geopend in Parma, Bergamo en aan de Piazza XXVII Ottobre in Venetië-Mestre.
In 1966 overleed Alfonso Coin en werd de leiding overgenomen door zijn broer Aristide. Het beleid werd gericht op een geleidelijke uitbreiding van het filialennetwerk van de Coin Warenhuizen. Tussen 1966 en 1974 werden vestigingen geopend in Brescia, Vicenza, Varese, Pordenone, Vigevano, Mantua, Genua, Leghorn, Udine, Piacenza, Napels, Taranto en Ferrara.
In 1968 werd een nieuwe winkelketen geïntroduceerd onder de merknaam Coinette, gericht op de buitenwijken in de grote steden en de centra van van kleine en middelgrote steden. Ook werden de OVS-winkels opgericht, waar de restant-voorraden van Coin verkocht werden. In 1972 werd Oviesse opgericht. 
In 1974 namen Piergiorgio en zijn broer Vittorio Coin, het roer over van Aristide Coin. Begin jaren '80 werd verhuisde het hoofdkantoor van Coin weer naar het historische centrum van Venetië. In 1986 werd toestemming verleend voor een nieuw Coin-filiaal in het Rialto-gebied van Venetië. 
In de jaren '80 lag de nadruk op het volgen van de trends in de markt. Als gevolg van de behoeften van de consument werd de shop-in-the-shopstrategie in de Coins geïntroduceerd. In 1986 werd een creditcard geïntroduceerd onder de naam 'Coincard'.
De tweede helft van de jaren '90 was het keerpunt binnen het bedrijf waarbij drastische strategische en organisatorische veranderingen werden doorgevoerd. Het management van de onderneming was niet langer een familieaangelegenheid. 
In 1998 werden de La Standa-winkels overgenomen, die actief zijn in textiel- en kledingsector. Hiermee werd de leidende positie van de groep op de Italiaanse markt verstevigd. 
Oviesse begon in 2007 met haar internationale expansie door 17 winkels in het Midden-Oosten en Oost-Europese landen te openen. Ondertussen verbouwde  Coin drie belangrijke vestigingen om naar een nieuwe huisstijl. Deze strategie leidde tot een sterke groei van de winstgevendheid.
In het recessiejaar 2008 nam OVS de Italiaanse retailer Melablu over, dat 60 winkels heeft. Zowel Oviesse en Coin zetten hun buitenlandse expansieplannen voort met verschillende winkelformules.
In december 2009 werd bekendgemaakt dat Coin, UPIM zou overnemen. Daarmee werd Coin naar eigen zeggen de grootste kledingleverancier van Italië. Coin bleef constant zijn productaanbod verbeteren door onder andere een stijging van de aanwezigheid van merken van externe leveranciers. Dit gebeurt veelal via concessies.
In 2010 werd breidde de Gruppo Coin uit door de overgenomen UPIM filialen. In oktober van hetzelfde jaar werd de kinderkledingketen Magnolia aangekocht, waarvan de filialen direct worden omgebouwd naar de nieuwe OVS kids-formule.  Een deel van de Melablu en DEM-winkels wordt omgebouwd tot OVS fabriekswinkel. 
In 2011 werd het topwarenhuis Excelsior met mode, voedsel en design geopend in Milaan. Het is een warenhuis met oppervlakte van 4.000 m² over 7 verdiepingen in de voormalige Excelsior-bioscoop. De inrichting van het warenhuis werd ontworpen door de architect Jean Nouvel.
In 2012 nam de Gruppo Coin 104 Bernardi-kledingwinkels over, een belangrijke kledingretailer met toegankelijke prijzen. Sommige van de filialen werden omgezet in een OVS-vestiging en de anderen gingen verder onder de merknaam UPIM. 
In 2014 opende de Gruppo Coin in Rome een vestiging van het topwarenhuis Excelsior.